# Ronden, Västtrafik
Ronden är samlingsnamnet för ett antal busslinjer inom Västtrafiks bussnät, som trafikerar Västra Götalands län. Bussarna som i första hand är till för regionens patienter är speciellt utrustade för sjukresor. Bussarna går mellan de större sjukhusen och olika vårdcentraler. Från början fanns tio linjer men på grund av för få passagerare på vissa linjer drogs turerna Ronden 1-4 in 2014.

## Linjesträckning
Linje Ronden 5 mellan Göteborg och Skaraborg
- 5. Göteborg Sahlgrenska-Östra Sjukhuset (Göteborg)-Alingsås-Vara-Skara-Kärnsjukhuset (Skövde)-Mariestad

Linje Ronden 6 mellan norra Bohuslän och Tvåstad (Trollhättan och Vänersborg).
- 6. Strömstad-Uddevalla-NÄL (Trollhättan).

Linje Ronden 7-9 mellan Dalsland och Göteborg.
- 7. Åmål-Dalslands sjukhus (Bäckefors)-Uddevalla-NÄL-Göteborg Mölndals sjukhus-Sahlgrenska
- 8. Åmål-Dalslands sjukhus-Uddevalla-Stenungsund-Kungälvs lasarett-Göteborg Östra Sjukhuset-Mölndals sjukhus-Sahlgrenska
- 9. Åmål-NÄL-Göteborg Östra Sjukhuset-Mölndals sjukhus-Sahlgrenska

Linje Ronden 10 inom Dalsland
- 10. Ed-Dalslands sjukhus

Bussarna körs av Bivab och Nobina på uppdrag av Västtrafik.

## Nedlagda linjer
Linje Ronden 1-4 inom Skaraborg. (Dessa linjer ledes ner i juni 2014 på grund av för få passagerare.)
- 1. Mariestad, Sjukhuset-Skövde, Kärnsjukhuset
- 2. Lidköping, Sjukhuset-Skara, Vårdcentral-Skara, Busstation-Axvall Centrum-Skövde, Kärnsjukhuset
- 3. Hjo Vårdcentrum-Tibro Vårdcentral-Skövde, Kärnsjukhuset
- 4. Falköping Busstation-Falköping Sjukhuset-Stenstorp, Vårdcentral-Skövde, Kärnsjukhuset